# Jörg Hofmann (Flamencokünstler)
Jörg Hofmann (* 1974) ist ein deutscher Musiker, Sänger, Tänzer und Komponist mit Schwerpunkt Flamenco.

## Leben
Jörg Hofmann ist der Sohn von Klaus Hofmann und Sigrid Hofmann und wuchs in Göttingen auf. Aufbauend auf Studien des Gesangs bei Rafael Jiménez „El Falo“ erlernte er verschiedene Instrumente wie u. a. Violoncello, klassische Gitarre, Flamencogitarre bei Gerardo Núñez und Miguel Ángel Cortés sowie Oud, Schlagzeug und Klavier. Im Flamencotanz wurde er bei Rafael Campallo, Eva Yerbabuena und Domingo Ortega ausgebildet. Zudem schloss er an der Albert-Ludwigs-Universität Freiburg im Jahr 2002 ein Magisterstudium sowie ein Studium für das Lehramt an Gymnasien ab.
Hofmann ist als freischaffender Musiker, Sänger, Tänzer mit Schwerpunkt Flamenco tätig. Zusammen mit Sybille Hofmann-Märklin leitet er das Zentrum für Flamencokunst La Soleá in Freiburg. Er ist Gründer und künstlerischer Leiter des Ensembles Madrugá Flamenca, mit dem er im In- und Ausland auftritt.

## Auszeichnungen als Mitglied vonMadrugá Flamenca
- 2006: Europäischer Regio-Preis für das Ensemble Madrugá Flamenca[3]
- 2008: Preis des Zelt-Musik-Festivals in Freiburg im Breisgau für das Ensemble Madrugá Flamenca[4]

## Diskografie

### Alben

#### Ensemble Madrugá Flamenca
- Momentos … entre noche y día. Ensemble Madrugá Flamenca, Mimikry Music 2002
- Poemas de amor. Ensemble Madrugá Flamenca, Mimikry Music 2004. Als limitierte Ausgabe auch als Buch mit CD erschienen (Pablo Neruda – Liebesgedichte. Hrsg. Büchergilde Gutenberg in Kooperation mit dem Hessischen Rundfunk, 2004)[5]
- ¡Agua! Ensemble Madrugá Flamenca, Mimikry Music 2008

#### Jörg Hofmann
- Den Herbst im Herzen, Winter im Gemüt. Lieder nach Gedichten von Mascha Kaléko. Mimikry Music 2011
- Zeitlos. Mimikry Music 2014

### Singles
- Tierra sin puerto. 2019
- Irgendwann. 2021

## Bühnenproduktionen (künstlerische/musikalische Leitung, Komposition)
- 2000: Madrugá
- 2003: Flamenco y Jazz
- 2003: Suite minera
- 2004: Pablo Neruda – Poemas de Amor
- 2008: ¡Agua!
- 2011: El tiempo es un pajarillo verde (Text und Musik), Theater Freiburg[6]
- 2015: Atemporal, Wallgraben-Theater[7]